# R. C. Sherriff
R. C. Sherriff (* 6. Juni 1896 in Hampton Wick, Kingston upon Thames; † 13. November 1975 in Esher; eigentlich Robert Cedric Sherriff) war ein englischer Schriftsteller und Drehbuchautor.

## Leben
Der Sohn eines Versicherungsangestellten arbeitete als Versicherungsbeamter und schrieb nebenbei Dramen für die Amateurbühne. Im Ersten Weltkrieg, an dem er von 1915 bis 1918 teilnahm, wurde er 1917 schwer verwundet. Anschließend übte er weitere zehn Jahre seinen Brotberuf aus.
1928 gelang ihm der Durchbruch mit seinem Stück Die andere Seite. Dieses Stück über die erschütternde Wirklichkeit des Krieges wurde in London im Apollo Theatre mit Laurence Olivier uraufgeführt. Mit Unterstützung George Bernard Shaws, der das Stück zur Aufführung empfahl, machte es in England und in den USA den Autor trotz des Widerstands patriotischer Kreise bekannt. 1930 verfasste er zusammen mit Vernon Bartlett eine Romanversion.
Ab 1931 studierte er zwei Jahre am New College in Oxford. Anschließend ließ er sich in Hollywood nieder, wo er als Drehbuchautor arbeitete. 1940 wurde er für Auf Wiedersehen, Mr. Chips für einen Oscar nominiert. Er schrieb weiterhin Theaterstücke und Romane, darunter den Science-Fiction-Roman The Hopkins Manuscript (1939, deutsch Der Mond fällt auf Europa), nach dem Krieg unter dem Titel The Cataclysm erschienen, in dem der Mond auf die Erde stürzt. Der Katastrophenroman ist zwar John Clute zufolge durchaus stimmungsvoll, in Hinblick auf die Fehleinschätzung der Folgen eines derartigen Einschlags und in der Verkennung der 1939 tatsächlich unmittelbar bevorstehenden Katastrophe inzwischen eher obsolet. Dementgegen meinte Reclams Science-fiction-Führer, dass The Hopkins Manuscript zu den besten SF-Katastrophenromanen zähle, „wenngleich chauvinistische und abendländisch-pessimistische Untertöne nicht zu überhören sind.“
Letztlich konnte Sherriff aber nicht mehr an den Erfolg von Die andere Seite anknüpfen.

## Bibliografie
Romane
- Journey’s End (1928)
  - Deutsch: Die andere Seite. Drei-Masken-Verlag, München 1929.
- The Fortnight in September (1931)
  - Deutsch: Badereise im September. Übersetzt von Hans Reisiger. S. Fischer, Berlin 1933. Auch als: Septemberglück : Die Ferien der Familie Stevens. Wunderlich, Tübingen 1959.
  - Deutsch: Zwei Wochen am Meer. Aus dem Englischen und mit einem Nachwort von Karl-Heinz Ott. Unionsverlag, Zürich 2023, ISBN  	978-3-293-00604-1
- Greengates (1936)
  - Deutsch: Grüne Gartentüren. S. Fischer, Leipzig 1936. Auch als: Das neue Leben oder das Haus mit der grünen Gartentür. Wunderlich, Tübingen 1961.
- The Hopkins Manuscript (1939, auch als The Cataclysm, 1958)
  - Deutsch: Der Mond fällt auf Europa. Übersetzt von Maria von Schweinitz. Magnus-Verlag, Schloss Kühlenfels 1955. Auch als: Heyne Science-Fiction #3197/3198, 1970.
- Chedworth (1944)
- Another Year (1948)
  - Deutsch: Das andere Jahr. Fretz & Wasmuth, Zürich 1949.
- King John’s Treasure (1954)
- The Wells of St. Mary’s (1962)
- The Siege of Swayne Castle (1973)

Theaterstücke
- A Hitch in the Proceedings (1921)
- The Woods of Meadowside (1922)
- Profit and Loss (1923)
- Cornlow-in-the-Downs (1924)
- The Feudal System (1925)
- Mr. Bridie’s Finger (1926)
- Journey’s End (1928)
- Badger’s Green (1930)
- Windfall (1933)
- Two Hearts Doubled (1934)
- St. Helena (1936)
- Miss Mabel (1948)
- Home at Seven (1950)
  - Deutsch: Um sieben Uhr zu Hause.
- The White Carnation (1953)
  - Deutsch: Die weiße Nelke.
- The Long Sunset (1955, auch als Musical unter dem Titel Johnny the Priest, 1957)
- The Telescope (1957)
- A Shred of Evidence (1960, auch als The Strip of Steel)
- Casbar (1961)

Autobiografie
- No Leading Lady (1968)

## Filmografie
Drehbuch
- 1919: The Toilers
- 1932: Das Haus des Grauens (The Old Dark House; zusätzlicher Dialog)
- 1933: Der Unsichtbare (The Invisible Man)
- 1934: One More River
- 1935: Frankensteins Braut (Bride of Frankenstein; Adaption)
- 1936: Draculas Tochter (Dracula’s Daughter; mitwirkender Autor)
- 1937: The Road Back
- 1939: Vier Federn (The Four Feathers)
- 1939: Auf Wiedersehen, Mr. Chips (Goodbye, Mr. Chips)
- 1941: Lord Nelsons letzte Liebe (That Hamilton Woman)
- 1942: This Above All
- 1943: Auf ewig und drei Tage (Forever and a Day)
- 1947: Ausgestoßen (Odd Man Out)
- 1948: Quartett (Quartet)
- 1950: So ist das Leben (Trio)
- 1951: Die Reise ins Ungewisse (No Highway)
- 1955: Sie waren 13 (The Night My Number Came Up)
- 1955: Mai 1943 – Die Zerstörung der Talsperren (The Dam Busters)
- 1955: Sturm über dem Nil (Storm Over the Nile)
- 1957: Home at Seven
- 1983: Journey’s End

Literarische Vorlage
- 1976: Die Schlacht in den Wolken (Aces High)